# اچ‌ام‌اس ملئاگروس (۱۸۰۶)
اچ‌ام‌اس ملئاگروس (۱۸۰۶) (به انگلیسی: HMS Meleager (1806)) یک کشتی بود. این کشتی در سال ۱۸۰۶ ساخته شد.